# Thria terrigena
Thria terrigena är en fjärilsart som beskrevs av Hugo Theodor Christoph 1876. Thria terrigena ingår i släktet Thria och familjen nattflyn. Inga underarter finns listade i Catalogue of Life.